# Пирс, Питер
Сэр (с 1978) Питер Пирс (полное имя Питер Невилл Льюард Пирс, англ. Peter Neville Luard Pears; 22 июня 1910 — 3 апреля 1986) — британский певец (тенор).

## Биография
Окончил Кебл-колледж в составе Оксфордского университета, затем служил органистом в другом учебном заведении в составе Оксфорда, Хертфорд-колледже. В 1943—1948 работал в театрах Сэдлерс-Уэллс (Sadler’s Wells) и Ковент-Гарден, с 1947 в Английской опере (English Opera Group). В 1974 г. дебютировал в Метрополитен-Опера в партии Ашенбаха («Смерть в Венеции»).
Пирс был спутником жизни композитора Бенджамина Бриттена c 1936 года, когда они познакомились, и до смерти Бриттена в 1976 году. Их первое совместное выступление (Бриттен обычно аккомпанировал Пирсу на фортепиано) состоялось в 1937, в 1942 году была издана их первая совместная запись (бриттеновские «Семь сонетов Микеланджело»). 
Пирс стал первым исполнителем всех основных теноровых партий в сочинениях Бриттена, в том числе главных партий в его операх, которые создавались с учётом особенностей голоса Пирса. Кроме того, Пирс пользовался известностью как исполнитель песен Шуберта, также в сопровождении Бриттена.